# Wengen
Wengen is een dorp in het zuiden van het Zwitserse kanton Bern, tegen de grens met Wallis. Het maakt deel uit van de gemeente Lauterbrunnen en heeft gewoonlijk 1.400 inwoners. In het hoogseizoen, vooral in de winter, bedraagt het aantal inwoners tussen de 5.000 en 10.000.
Wengen kent 28 hotels en een jeugdherberg. In het noordoosten van het dorp bevindt zich een kabelbaan naar Männlichen.
Ook loopt er een treintje van de Wengernalpbahn vanuit Lauterbrunnen naar Wengen. Vanuit Wengen gaat dit treintje door naar Kleine Scheidegg. Hier kan een overstap gemaakt worden op de trein van de Jungfraubahn, die naar de Jungfraujoch gaat, het hoogste treinstation van Europa. Een andere overstapmogelijkheid is die op het treintje naar Grindelwald.
Overigens kan er ook van Lauterbrunnen door het dal naar Grindelwald gereisd worden met de Berner Oberland Bahn; hiervoor is een overstap nodig in Zweilütschinen.
Wengen ligt op een hoogte van 1.274 meter, iets ten noorden van Lauterbrunnen. De dichtstbijzijnde stad is Interlaken. Wengen is een autovrij dorp en voor transport is men aangewezen op de spoorweg van de Wengernalpbahn, die in 1893 werd geopend.

## Geboren
- Hedy Schlunegger (1923-2003), alpineskiester en olympisch kampioen
- Irène Molitor (1927-2018), alpineskiester en olympisch deelneemster